# جوزم
جَوَزم(Javazm) شهری است کوهستانی و سردسیر و از توابع بخش دهج شهرستان شهربابک در استان کرمان است.

شهر جوزم ۳,۴۳۶ نفر را در قالب یک هزار و ۲۵۸خانوار در خود جای داده‌است. این شهر در مسیر بزرگراه تهران-بندرعباس واقع شده‌است. شهر جوزم در آغاز سال ۱۳۸۸ خورشیدی تأسیس شد.

## آب و هوا و اقلیم
آب و هوای شهر جوزم معتدل و خنک تا سرد و نیمه مرطوب می باشد و ارتفاع این شهر از سطح دریا ۲٬۱۹۹ متر است.شهر جوزم تابستان های خنک و زمستان های سرد و برفی دارد. سردترین ماه منبطق با دی ماه و گرمترین ماه منطبق با تیرماه می باشد. اوج بارش ها در ماه های دی و بهمن اتفاق می افتد. 

## جاذبه‌های تاریخی و طبیعی
- حمام تاریخی جوزم
- عمارت جلیل خانی
- قلعه قدیمی
- آسیاب آبی
- قبرستان قدیمی
- دخمه
- قنات
- بوم کن ها
- رودخانه دائمی
- کوه نرکوه
- صحرای فدک
- بام من جی
- مسجد جامع
- بیت علم
- پایین ده
- باغ سعدالله

## فضای سبز شهری
- بوستان گلستان
- بوستان شهرک